# Jeri Ryan
Jeri Lynn Ryan (leánykori nevén Zimmerman) (München, 1968. február 22. –) amerikai színésznő.
Leginkább Hét Kilenced szerepében ismert a Star Trek: Voyager (1997–2001) és a Star Trek: Picard (2020–2023) sorozatokból. A Boston Public drámasorozatban 2001 és 2004 között Veronica "Ronnie" Cooke-t alakította, majd két éven át (2006–2008) a Shark – Törvényszéki ragadozó szereplője volt. A hidegsebész (2011–2013) és a  Harry Bosch – A nyomozó (2016–2019) epizódjaiban is fontosabb szerepet töltött be.

## Életrajza
Németországban született Gerry és Sharon Zimmerman gyermekeként. Amerikában nőtt fel. Édesanyja szociális munkás volt. Egy bátyja van. Jeri a Lone Oak High Schoolban tanult, itt szerzett érettségit. Ez után a chicagói Északnyugati Egyetemen tanult. 1990-ben megnyerte a Miss Northwestern Alpha Delta Phi Pageant versenyt. 1991-ben férjhez ment Jack Ryanhez, az ő nevét vette fel. 1995-ben született meg a közös kisfiuk, Alex Ryan. Jack és Jeri 1999-ben váltak el.
Jeri 1997-ben csatlakozott az akkor már negyedik éve futó Star Trek: Voyager című sci-fi sorozathoz (állítólag csinos alakja miatt választották őt a szerepre), melyben a borg fajba tartozó Hétkilencedet (Seven of Nine) alakította. 2000-ben Szaturnusz-díjat nyert a sorozattal. A sorozat 2001-ben ért véget. Jeri nyolc baráttal gazdagodott, ugyanis a főszereplők egy csapattá kovácsolódtak. Jeri a sorozat révén ismerte meg mostani vőlegényét, a Voyager forgatókönyvíróját, Brannon Bragát. 2002-től élnek együtt Los Angelesben. Jeri egy ottani színházban lép fel. Imád síelni és szakácskodni.

## Filmográfia

### Film
| Év   | Magyar cím                                 | Eredeti cím                               | Szerep             | Magyar hang      |
| ---- | ------------------------------------------ | ----------------------------------------- | ------------------ | ---------------- |
| 1999 |                                            | Men Cry Bullets                           | Lydia              |                  |
| 2000 |                                            | The Last Man                              | Sarah              |                  |
| 2000 | A kölyök                                   | Disney's The Kid                          | Larry King vendége |                  |
| 2000 | Drakula 2000                               | Dracula 2000                              | Valerie Sharpe     | Ullmann Zsuzsa   |
| 2003 | Pokolba a szerelemmel                      | Down with Love                            | Gwendolyn          | Bognár Gyöngyvér |
| 2010 |                                            | Mortal Kombat: Rebirth (rövidfilm)        | Sonya Blade        |                  |
| 2016 | Elveszve a vadonban: Túlélni a Szerengetit | Against the Wild 2: Survive the Serengeti | Jennifer Croft     |                  |
| 2019 |                                            | Devil's Revenge                           | Susan              |                  |

### Televízió
| Év        | Magyar cím                               | Eredeti cím                         | Szerep                            | Megjegyzések                               |
| --------- | ---------------------------------------- | ----------------------------------- | --------------------------------- | ------------------------------------------ |
| 1991      | Ki a főnök?                              | Who's the Boss?                     | Pam                               | 1 epizód                                   |
| 1991      | A Villám                                 | The Flash                           | Felicia Kane                      | 1 epizód                                   |
| 1991      |                                          | Top of the Heap                     | Tyler                             | 1 epizód                                   |
| 1991      |                                          | Nurses                              | Lisa                              | 1 epizód                                   |
| 1991      |                                          | Reasonable Doubts                   | Rachel Beckwith                   | 1 epizód                                   |
| 1993      |                                          | The Jackie Thomas Show              | Pauline Yardley                   | 1 epizód                                   |
| 1993      | Szolgálatban: Rejtekhely Waco-ban        | In the Line of Duty: Ambush in Waco | Rebecca                           | tévéfilm                                   |
| 1993      |                                          | Matlock: The Fatal Seduction        | Carrie Locke                      | 2 epizód                                   |
| 1994      | Time Trax – Hajsza az időn át            | Time Trax                           | Lauren Sanders                    | 1 epizód                                   |
| 1995      | Gyilkos sorok                            | Murder, She Wrote                   | Maura                             | 1 epizód                                   |
| 1995      |                                          | Charlie Grace                       | Claire                            | 1 epizód                                   |
| 1996      |                                          | The Client                          | Jennifer                          | 1 epizód                                   |
| 1996      | Melrose Place                            | Melrose Place                       | Valerie Madison                   | 2 epizód                                   |
| 1996      | Halálbiztos diagnózis                    | Diagnosis: Murder                   | Melissa Farnes                    | 1 epizód                                   |
| 1997      |                                          | Dark Skies                          | Juliet Stewart                    | 8 epizód                                   |
| 1997–2001 | Star Trek: Voyager                       | Star Trek: Voyager                  | Hét Kilenced                      | 100 epizód                                 |
| 1999      | Sentinel – Az őrszem                     | The Sentinel                        | Alexis Barnes                     | 2 epizód                                   |
| 1999      |                                          | Dilbert                             | Hét Kilenced ébresztőóra (hangja) | 1 epizód                                   |
| 2001–2004 |                                          | Boston Public                       | Ronnie Cooke                      | 59 epizód                                  |
| 2004–2011 | Két pasi – meg egy kicsi                 | Two and a Half Men                  | Sherri                            | 3 epizód                                   |
| 2005      | A narancsvidék                           | The O.C.                            | Charlotte Morgan                  | 7 epizód                                   |
| 2006      | Boston Legal – Jogi játszmák             | Boston Legal                        | Courtney Reese                    | 2 epizód                                   |
| 2006–2009 |                                          | Iron Chef America                   | önmaga                            | főzőműsor (2 epizód)                       |
| 2006–2008 | Shark – Törvényszéki ragadozó            | Shark                               | Jessica Devlin                    | 34 epizód                                  |
| 2009      | Esküdt ellenségek: Különleges ügyosztály | Law & Order: Special Victims Unit   | Patrice Larue                     | 3 epizód                                   |
| 2009–2011 | Lépéselőnyben                            | Leverage                            | Tara Cole                         | - 8 epizód - magyar hangja: - Pikali Gerda |
| 2010      | Psych – Dilis detektívek                 | Psych                               | Dr. Kim Phoenix                   | 1 epizód                                   |
| 2010      | A gyilkos ház                            | Secrets in the Walls                | Rachel Easton                     | tévéfilm                                   |
| 2011      | Esküdt ellenségek: Bűnös szándék         | Law & Order: Criminal Intent        | Naomi Halloran                    | 1 epizód                                   |
| 2011      |                                          | Mortal Kombat: Legacy               | Sonya Blade                       | 2 epizód                                   |
| 2011–2012 | 13-as raktár                             | Warehouse 13                        | Amanda Lattimer őrnagy            | 2 epizód                                   |
| 2011–2013 | A hidegsebész                            | Body of Proof                       | Kate Murphy                       | 42 epizód                                  |
| 2014–2017 | Gyilkos ügyek                            | Major Crimes                        | Linda Rothman                     | 3 epizód                                   |
| 2014      |                                          | Helix                               | Constance Sutton                  | 2 epizód                                   |
| 2015      | NCIS                                     | NCIS                                | Rebecca Chase                     | 1 epizód                                   |
| 2015      | A zöld íjász                             | Arrow                               | Jessica Danforth                  | 1 epizód                                   |
| 2016–2019 | A Harry Bosch – A nyomozó                | Bosch                               | Veronica Allen                    | 12 epizód                                  |
| 2020      |                                          | The Ready Room                      | önmaga                            | 2 epizód                                   |
| 2020      | MacGyver                                 | MacGyver                            | Gwendolyn Hayes                   | 3 epizód                                   |
| 2020–2023 | Star Trek: Picard                        | Star Trek: Picard                   | Hét Kilenced                      | 25 epizód                                  |
| 2023      |                                          | Dark Winds                          | Rosemary Vines                    | 4 epizód                                   |